# Juan Manuel Sánchez Gordillo

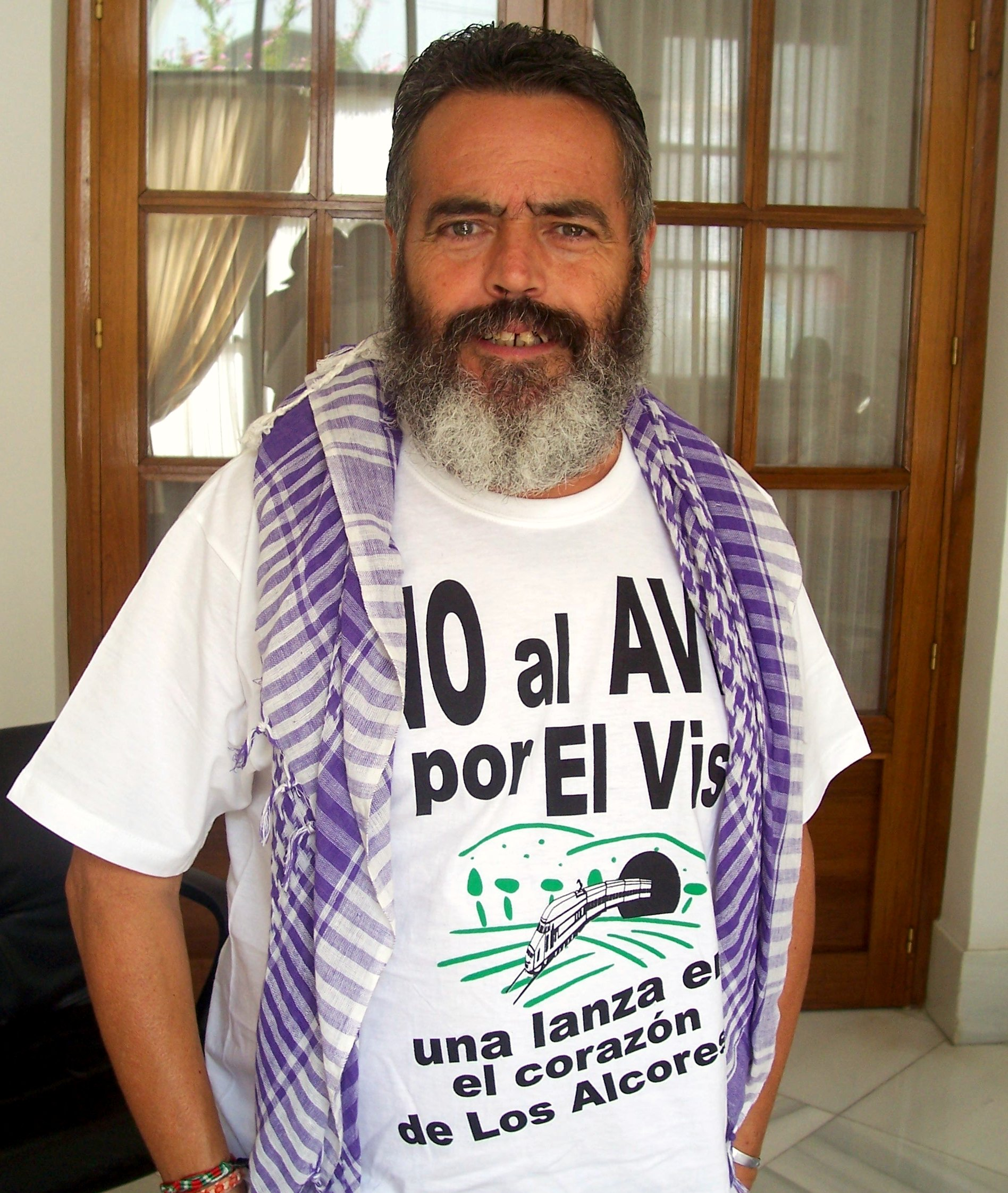
Thị trưởng Juan Manuel Sánchez Gordillo

Juan Manuel Sánchez Gordillo (sinh ngày 5 tháng 3 năm 1952 tại Marinaleda, Tây Ban Nha) là một nhà chính trị người Tây Ban Nha kiêm lãnh đạo công đoàn và là một thầy giáo dạy sử. Từ năm 1979 ông trở thành Thị trưởng của một thị trấn nhỏ Marinaleda ở Andalusia trong suốt 30 năm và là thành viên của Đảng Cánh tả Tây Ban Nha. Sánchez Gordillo được biết đến và ca ngợi như một chàng Robin Hood thời hiện đại khi dẫn đầu một nhóm người đi cướp siêu thị để phân phát cho những người dân nghèo khó.

## Hành động nghĩa hiệp
Thị trưởng Sánchez Gordillo vào lúc 59 tuổi đã tập hợp và dẫn đầu một nhóm 7 người là thành viên của liên đoàn lao động đi cướp 2 siêu thị trong vùng Andalusia. Ông Gordillo không trực tiếp vào siêu thị mà đứng bên ngoài chỉ đạo và bảo lãnh cho cấp dưới của mình. Những nggười của ông chỉ lấy những thực phẩm thiết yếu như đậu, mì, dầu hay bánh quy để chia cho những người dân đang khổ cực vì đói nghèo và thiếu ăn. 
| “                              | Tôi muốn cộng đồng quốc tế quan tâm tới thực trạng nghèo đói mà người dân đang phải đối mặt trong cuộc khủng hoảng kinh tế ở Tây Ban Nha. Nhiều người không có đủ tiền để sinh sống và mua thức ăn. Trong thế kỷ XXI, đó là điều thật nhục nhã | ” |
| — Juan Manuel Sánchez Gordillo | |   |

## Bị xử lý
Tuy nhiên, nhóm người của ông này đã bị bắt ngay sau đó, kể cả Thị trưởng Gordillo. Chính phủ Tây Ban Nha cho rằng hành động của Gordillo là coi thường pháp luật, đồng thời người phát ngôn Alfonso Alonso của Đảng Nhân dân cầm quyền cho rằng ông Sanchez Gordillo dường như đang muốn gây chú ý bằng hành động khiến nhiều người phải chịu liên lụy.
| “                | Bạn không thể vừa là Robin Hood, vừa là người đứng đầu vùng Nottingham | ” |
| — Alfonso Alonso |                                                                        |   |

Do quá trình cống hiến trong suốt 30 năm làm thị trưởng, đồng thời là thành viên của đảng cánh tả tại Andalusia nên ông Gordillo được tại ngoại và miễn truy tố trước pháp luật. Tuy nhiên, Gordillo cho biết sẵn sàng rời khỏi vị trí này và không hề hối tiếc về hành động của mình.